# Mary E. Vogt
Mary E. Vogt (Long Beach, 1950) è una costumista per progetti cinematografici statunitense.

## Filmografia parziale
- Pubblifollia - A New York qualcuno impazzisce (Crazy people), regia di Tony Bill (1990)
- Batman - Il ritorno (Batman Returns), regia di Tim Burton (1992)
- Hocus Pocus, regia di Kenny Ortega (1993)
- Men in Black, regia di Barry Sonnenfeld (1997)
- Men in Black II, regia di Barry Sonnenfeld (2002)
- Looney Tunes: Back in Action, regia di Joe Dante (2003)
- The Mask 2 (Son of the Mask), regia di Lawrence Guterman (2005)
- Vita da camper (RV), regia di Barry Sonnenfeld (2006)
- I Fantastici 4 e Silver Surfer (Fantastic Four: Rise of the Silver Surfer), regia di Tim Story (2007)
- A cena con un cretino (Dinner for Schmucks), regia di Jay Roach (2010)
- Men in Black 3, regia di Barry Sonnenfeld (2012)
- Il grande match (Grudge Match), regia di Peter Segal (2013)
- Non succede, ma se succede... (Long Shot), regia di Jonathan Levine (2019)
- Red Notice, regia di Rawson Marshall Thurber (2021)
- The Old Guard 2, regia di Victoria Mahoney (2025)